# グラント・アンダーソン (野球)
グラント・リード・アンダーソン（Grant Reed Anderson, 1997年6月21日 - ）は、 アメリカ合衆国テキサス州ジェファーソン郡ポートアーサー出身のプロ野球選手（投手）。右投右打。MLBのミルウォーキー・ブルワーズ所属。

## 経歴

### プロ入りとマリナーズ傘下時代
2018年のMLBドラフト21巡目（全体628位）でシアトル・マリナーズから指名され、プロ入り。契約後、傘下のルーキー級アリゾナリーグ・マリナーズでプロデビュー。A-級エバレット・アクアソックスとA+級クリントン・ランバーキングスでもプレーし、3チーム合計で12試合に登板して2勝1敗1セーブ、防御率1.38、13奪三振を記録した。

### レンジャーズ時代
2019年4月1日にコナー・サゼックとのトレードで、テキサス・レンジャーズへ移籍した。この年は傘下のA級ヒッコリー・クロウダッズでプレーし、37試合に登板して7勝4敗8セーブ、防御率3.22、50奪三振を記録した。
2020年はマイナーリーグがCOVID-19の影響で試合が開催されなかったため、公式戦の登板は無かった。
2021年はA+級ヒッコリーとAA級フリスコ・ラフライダーズでプレーし、2チーム合計で35試合に登板して2勝4敗3セーブ、防御率5.76、61奪三振を記録した。
2022年はAA級フリスコとAAA級ラウンドロック・エクスプレスでプレーし、2チーム合計で 47試合に登板して5勝0敗6セーブ、防御率3.48、91奪三振を記録した。この年には前年に福岡ソフトバンクホークスを退団し、レンジャーズ傘下のマイナーでコーチ研修をしていた倉野信次から指導を受けている。
2023年はAA級フリスコで開幕を迎えた。その後、AAA級ラウンドロックを経て5月30日にメジャー契約を結んでアクティブ・ロースター入りし、翌30日のデトロイト・タイガース戦にてメジャーデビュー（2.2回を無失点で7奪三振）。この年メジャーでは26試合に登板して2勝1敗、防御率5.05、30奪三振を記録した。この年チームはワールドシリーズに進出して世界一となったが、自身はポストシーズンのロースターには登録されたものの、登板する機会はシリーズを通じて一度も無かった。
2024年はAAA級ラウンドロックで開幕を迎えたが、4月7日にジョシュ・スボーツが故障者リスト入りしたことに伴って、メジャー昇格。しかし、昇格後は打ち込まれる試合が多く、25日にAAA級ラウンドロックに降格した。それ以降は、9月6日まで昇格と降格を交互に繰り返していたが、その日に右足首を痛めて15日間の故障者リスト入りとなり、シーズンが終了した。この年メジャーでは最終的に23試合に登板して0勝1敗、防御率8.10、29奪三振と前年に比べ、成績は悪化した。オフの12月30日にDFAとなった。

### ブルワーズ時代
2025年1月2日にメイソン・モリーナとのトレードで、ミルウォーキー・ブルワーズへ移籍した。

## 選手としての特徴
サイドスローから高めに投げ込むフォーシームを武器とする。対左打者が大きな課題とされる。

## 詳細情報

### 年度別投手成績
| 年 度    | 球 団    | 登 板 | 先 発 | 完 投 | 完 封 | 無 四 球 | 勝 利 | 敗 戦 | セ 丨 ブ | ホ 丨 ル ド | 勝 率 | 打 者 | 投 球 回 | 被 安 打 | 被 本 塁 打 | 与 四 球 | 敬 遠 | 与 死 球 | 奪 三 振 | 暴 投 | ボ 丨 ク | 失 点 | 自 責 点 | 防 御 率 | W H I P |
| -------- | -------- | ----- | ----- | ----- | ----- | -------- | ----- | ----- | -------- | ----------- | ----- | ----- | -------- | -------- | ----------- | -------- | ----- | -------- | -------- | ----- | -------- | ----- | -------- | -------- | ------- |
| 2023     | TEX      | 26    | 0     | 0     | 0     | 0        | 2     | 1     | 0        | 5           | .667  | 154   | 35.2     | 38       | 5           | 14       | 1     | 1        | 30       | 1     | 0        | 20    | 20       | 5.05     | 1.46    |
| 2024     | TEX      | 23    | 0     | 0     | 0     | 0        | 0     | 1     | 1        | 1           | .000  | 120   | 26.2     | 33       | 11          | 10       | 3     | 1        | 29       | 0     | 0        | 24    | 24       | 8.10     | 1.61    |
| MLB：2年 | MLB：2年 | 49    | 0     | 0     | 0     | 0        | 2     | 2     | 1        | 6           | .500  | 274   | 62.1     | 71       | 16          | 24       | 4     | 2        | 59       | 1     | 0        | 44    | 44       | 6.35     | 1.52    |

- 2024年度シーズン終了時

### 背番号
- 65（2023年 - 2024年）
- 56（2025年 - ）